# Compsocteninae
De Compsocteninae vormen een onderfamilie van vlinders uit de familie Eriocottidae. De wetenschappelijke naam van deze onderfamilie is voor het eerst voorgesteld (als familie Compsoctenidae) door Wolfgang Dierl in een publicatie uit 1970.

## Geslachten
- Cathalistis Meyrick, 1917
- Compsoctena Zeller, 1852
- Filiramifera Mey, 2019
- Monachoptilas Meyrick, 1934
- Picrospora Meyrick, 1912